# Perote (kommun)
Perote är en kommun i Mexiko.   Den ligger i delstaten Veracruz, i den sydöstra delen av landet, 200 km öster om huvudstaden Mexico City.
Följande samhällen finns i Perote:
- Perote
- Centro de Readaptación Social
- Francisco I. Madero
- Guadalupe Victoria
- La Gloria
- Libertad
- Zalayeta
- Rancho Nuevo